# De cuerpo presente
De cuerpo presente es una película española de género comedia policiaca estrenada en 1967, dirigida por Antonio Eceiza y protagonizada en el papel principal por Carlos Larrañaga.
Está basada en la novela homónima del escritor y cineasta español Gonzalo Suárez.

#### Frases publicitarias
En el cartel de la película se incluían estas frases de reclamo:
- "La película más audaz para el público más inteligente"
- "¡Una película de humor, loca y disparatada que se incorpora triunfal a los éxitos del Nuevo Cine español!"

## Sinopsis
Nelson besa a la amante de Barlow, y éste, despechado, lo envenena. No obstante, Nelson no muere, y antes de ser enterrado consigue escapar. Entonces, será perseguido por Barlow para rematarlo.

## Reparto
- Carlos Larrañaga - Nelson
- Françoise Brion - Enna
- Lina Canalejas - Mairin
- Alfredo Landa - Joe
- Daniel Martín - Rod, el cowboy
- José María Prada - Barlow
- Alberto Closas - Comisario Tomás
- María Asquerino - Esposa de Henry
- Luis Sánchez Polack - Periodista
- José Luis Coll - Periodista
- Agustín González - Presentador de televisión
- Ketty de la Cámara - Evelyn
- Fernando Sánchez Polack - Jefe de policía
- Lydia Cortés
- Sergio Mendizábal - Henry
- Juan Antonio Elices - sospechoso de la rueda de reconocimiento (izquierda)